# Neoconis bifurcata
Neoconis bifurcata is een insect uit de familie van de dwerggaasvliegen (Coniopterygidae), die tot de orde netvleugeligen (Neuroptera) behoort. 
De wetenschappelijke naam Neoconis bifurcata is voor het eerst geldig gepubliceerd door Meinander in 1974.